# Соловьёвский сельсовет (Нижегородская область)
Соловьёвский сельсове́т — сельское поселение в составе Княгининского района Нижегородской области. Административный центр — деревня Соловьёво.

## История
Статус и границы сельского поселения установлены Законом Нижегородской области от 15 июня 2004 года № 60-З «О наделении муниципальных образований — городов, рабочих посёлков и сельсоветов Нижегородской области статусом городского, сельского поселения».
Законом Нижегородской области от 28 августа 2009 года № 151-З сельские поселения Большеандреевский сельсовет и Соловьёвский сельсовет объединены в сельское поселение Соловьёвский сельсовет.

## Население
| 2002  | 2010  | 2012  | 2013  | 2014  | 2015  | 2016  |
| ----- | ----- | ----- | ----- | ----- | ----- | ----- |
| 1732  | ↘1555 | ↗1568 | ↘1534 | ↗1538 | ↘1536 | ↘1490 |
| 2017  | 2018  | 2019  | 2020  | 2021  |       |       |
| ↘1481 | ↘1463 | ↘1437 | ↘1412 | ↗1484 |       |       |

## Состав сельского поселения
| №  | Населённый пункт  | Тип населённого пункта          | Население |
| -- | ----------------- | ------------------------------- | --------- |
| 1  | Барково           | деревня                         | ↘70       |
| 2  | Большая Андреевка | деревня                         | ↗351      |
| 3  | Бубенки           | деревня                         | ↘283      |
| 4  | Дмитриевка        | деревня                         | →0        |
| 5  | Ключищи           | деревня                         | ↘9        |
| 6  | Молебное          | деревня                         | →0        |
| 7  | Новая             | деревня                         | ↗78       |
| 8  | Песочное          | село                            | ↘3        |
| 9  | Ракита            | деревня                         | ↘54       |
| 10 | Рубское           | село                            | ↘45       |
| 11 | Соловьёво         | деревня, административный центр | ↘570      |
| 12 | Сосновка          | деревня                         | ↘24       |
| 13 | Спешнево          | село                            | ↘62       |
| 14 | Шахматово         | деревня                         | ↘1        |
| 15 | Яковлево          | деревня                         | ↗5        |